# Laneuville-au-Rupt
Laneuville-au-Rupt – miejscowość i gmina we Francji, w regionie Grand Est, w departamencie Moza.
Według danych na rok 1990 gminę zamieszkiwało 135 osób, a gęstość zaludnienia wynosiła 10 osób/km² (wśród 2335 gmin Lotaryngii Laneuville-au-Rupt plasuje się na 910. miejscu pod względem liczby ludności, natomiast pod względem powierzchni na 401. miejscu).